# Felsőszentmárton
Felsőszentmárton es un pueblo ubicado en el distrito de Sellye, en el condado de Baranya, Hungría.

## Superficie
Posee una superficie de 19,46 kilómetros cuadrados.

## Demografía
Hasta 2019 la población era de 820 habitantes, con una densidad de población de 42,14 habitantes por kilómetro cuadrado.